# 倉敷市立連島南小学校
倉敷市立連島南小学校（くらしきしりつ つらじまみなみしょうがっこう）は、岡山県倉敷市連島町鶴新田にある市立小学校である。

## 沿革
- 1874年（明治7年）- 啓蒙舎（鶴新田啓蒙所）開設。
- 1890年（明治23年）- 鶴新田村立小学校として独立。
- 1903年（明治36年）- 連島村立弘化尋常小学校開校（4年制）
- 1912年（明治45年）- 町制施行により連島町立弘化尋常小学校と改称。
- 1941年（昭和16年） - 国民学校令により、連島南国民学校と改称。
- 1947年（昭和22年）- 学制改革により、浅口郡連島町立連島南小学校と改称。
- 1953年（昭和28年）- 連島町が倉敷市に合併。倉敷市立連島南小学校と改称。
- 1962年（昭和37年）- 大本記念図書館竣工（寄贈　大本氏）
- 1974年（昭和49年）2月 - 百周年記念式典。9月-玄関前庭園完成（寄贈 川崎製鉄）。

## 学校教育目標

### めざす子ども像
思いやる子　きたえる子　考える子

## 通学区域が隣接している学校
- 倉敷市立第五福田小学校
- 倉敷市立連島神亀小学校
- 倉敷市立連島西浦小学校
- 倉敷市立上成小学校
- 倉敷市立乙島東小学校